# Lac Saghamo
Le lac Saghamo (en géorgien : საღამოს ტბა (littéralement Lac Nuit)) est un lac géorgien situé dans la partie orientale du plateau volcanique de Djavakhétie, dans la province de Samtskhé-Djavakhétie. Situé à 1 996 mètres d'altitude, il est peu profond, au maximum 2,3 mètres. Le lac est alimenté par le fleuve Koura, des précipitations et d’autres.
Le lac est situé près d’un village homonyme, peuplé d’Arméniens et attire aussi bien les pêcheurs arméniens que géorgiens. Il est surmonté par une petite église de briques.

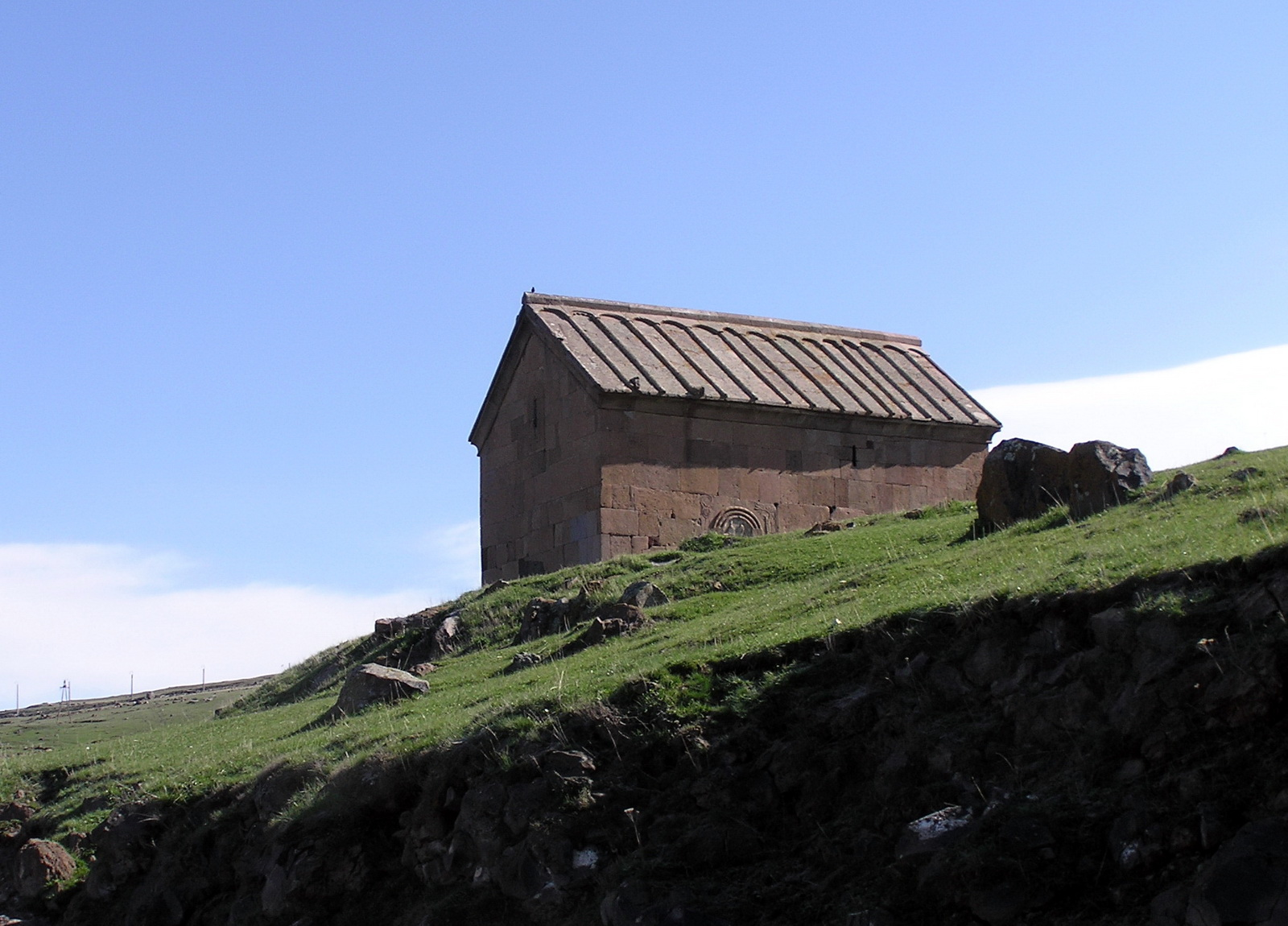
Église située sur les rives du lac.